# Regina Seiden
Pour les articles homonymes, voir Seiden.
Regina Seiden, également connue sous le nom de Regina Seiden Goldberg, née le  4 juillet 1897 à Rigaud et morte le 11 janvier 1991 à Montréal, est une peintre juive canadienne du Québec membre du Groupe de Beaver Hall,.

## Biographie
En 1905, elle déménage avec sa famille à Montréal. Entre 1905 et 1912, Seiden fréquente une école catholique de langue française, l'Académie Marie-Rose, située dans le quartier du Plateau-Mont-Royal, où elle est encouragée à explorer ses talents de peintre,. Par la suite, Seiden fréquente l'Art Association of Montreal où elle étudie avec William Brymner, Edmond Dyonnet et Maurice Cullen entre 1915 et 1918.  Avec d'autres étudiants de William Brymner, Seiden rejoint le Groupe de Beaver Hall et participe à leur première exposition en 1921.
En 1921, Seiden s'installe à Paris où elle étudie pendant un an à l'Académie Julian. En 1926, Seiden retourne à Paris où elle rencontre son mari, son collègue artiste Eric Goldberg. Ils se marient en 1928, année où elle diminue sa production artistique et le nombre d'expositions. Seiden a vécu et peint à Montréal jusqu'à sa mort en 1991.
Son travail fait partie des collections du Musée national des beaux-arts du Québec du Musée des beaux-arts du Canada et de la Robert McLaughlin Gallery, Oshawa.

## Expositions
- 1944: Cinquième exposition de la Société d'art contemporain: du 11 au 22 novembre 1944, (Galerie Dominion), Montréal
- 1927: Magasin Eaton, Montréal[9]
- 1921-1928 et 1930 : Exposition Art Association of Montreal Annual Spring Exhibition, Montréal
- 1921: Beaver Hall Group’s  first exhibition, 17 au 29 janvier 1921, Montréal[10]
- 1919: Royal Canadian Academy Annual Exhibition, Toronto
- 1918: Royal Canadian Academy Annual Exhibition, Toronto
- 1917: Exposition Art Association of Montreal Annual Spring Exhibition, Montréal
- 1916: Exposition Royal Canadian Academy Annual Exhibition, Montréal
- 1915: Exposition Art Association of Montreal Annual Spring Exhibition, Montréal